# Dichecephala collarti
Dichecephala collarti är en skalbaggsart som beskrevs av Louis Burgeon 1945. Dichecephala collarti ingår i släktet Dichecephala och familjen Melolonthidae. Inga underarter finns listade i Catalogue of Life.